# شبانی نوندا
شبانی نوندا (انگلیسی: Shabani Nonda؛ زادهٔ ۶ مارس ۱۹۷۷) بازیکن فوتبال اهل جمهوری دموکراتیک کنگو است.
از باشگاه‌هایی که در آن بازی کرده‌است می‌توان به باشگاه فوتبال موناکو، باشگاه فوتبال گالاتاسرای، باشگاه فوتبال بلکبرن روورز، باشگاه فوتبال رن، باشگاه فوتبال آ.اس. رم، و باشگاه فوتبال زوریخ اشاره کرد.
وی همچنین در تیم ملی فوتبال جمهوری کنگو بازی کرده‌است.